# Pergalumna tanzanica
Pergalumna tanzanica är en kvalsterart som beskrevs av Sandór Mahunka 1984. Pergalumna tanzanica ingår i släktet Pergalumna och familjen Galumnidae. Inga underarter finns listade i Catalogue of Life.